# Pijpenstro-uil
De pijpenstro-uil (Apamea aquila) is een vlinder uit de familie van de uilen (Noctuidae). De wetenschappelijke naam van de soort werd gepubliceerd in 1837 door Donzel.

## Kenmerken
De pijpenstro-uil heeft een voorvleugellengte van 18-19 mm. De relatief brede voorvleugel is zwartachtig donkerbruin met een duidelijke tekening; in tegenstelling tot veel andere Apamea-soorten is deze uil nooit bont getekend. In het wortelveld bevindt zich een zwarte schouderstreep. De niervlek is witachtig en de ringvlek is zwart omrand. Kenmerkend is dat de zwarte omranding van de verticaal, langgerekte ringvlek vaak tot tegen de niervlek loopt of ermee verbonden is. In het zoomveld is vaag een lichte onregelmatig golvende golflijn zichtbaar; de zoom aan de buitenzijde ervan is nooit verdonkerd. De achterrand van de voorvleugel is enigszins geschulpt.

### Gelijkende soorten
Exemplaren van de roodachtig donkerbruine kleurvorm van de variabele grasuil (A. crenata) lijken zeer sterk op de pijpenstro-uil. Deze hebben echter een smallere voorvleugel, geen zichtbare golflijn, en de grondkleur van de vleugel is meestal lichter, meer roodachtig bruin van kleur. Een goed bruikbaar kenmerk is vooral de geelachtige omranding van de niervlek en de brede schouders.

## Levenscyclus
De rups van de pijpenstro-uil kan gevonden worden van augustus tot mei. Jonge rupsen zitten in het najaar in de bloeiwijzen van de waardplant en kunnen daar gemakkelijk uit geklopt worden. Oudere rupsen zitten diep verscholen in de pollen van pijpenstrootje, de waardplant. De vliegtijd is van half juni tot eind augustus in één generatie. 

## Voorkomen
De soort komt voor van Europa tot Voor-Azië en een geïsoleerd voorkomen in Oost-Azië (China, Korea, Japan). In Noord-Europa een deelareaal bestaande uit België, Nederland, Noord-Duitsland en Denemarken, zuidelijk van de Harz tot Kottenforst bij Bonn. Het zuidelijke deelareaal omvat Noord-Spanje, de Pyreneeën, de Alpen en meerdere middelgebergtes (Schwarzwald, Keuperbergland, Odenwald en Pfälzer Wald) tot Hongarije, Slovenië, Bosnië, Bulgarije, de Zuid-Karpaten en Noord-Turkije. De afstand tussen beide deelarealen is slechts 200 km en soms komt de vlinder ook in deze tussenzone wel voor. Het is dan ook twijfelachtig of deze opsplitsing wel gehandhaafd kan blijven.
De habitat bestaat uit moerasachtige gebieden, natte heiden en hoogveen.